# Marienkapelle (Kempten)

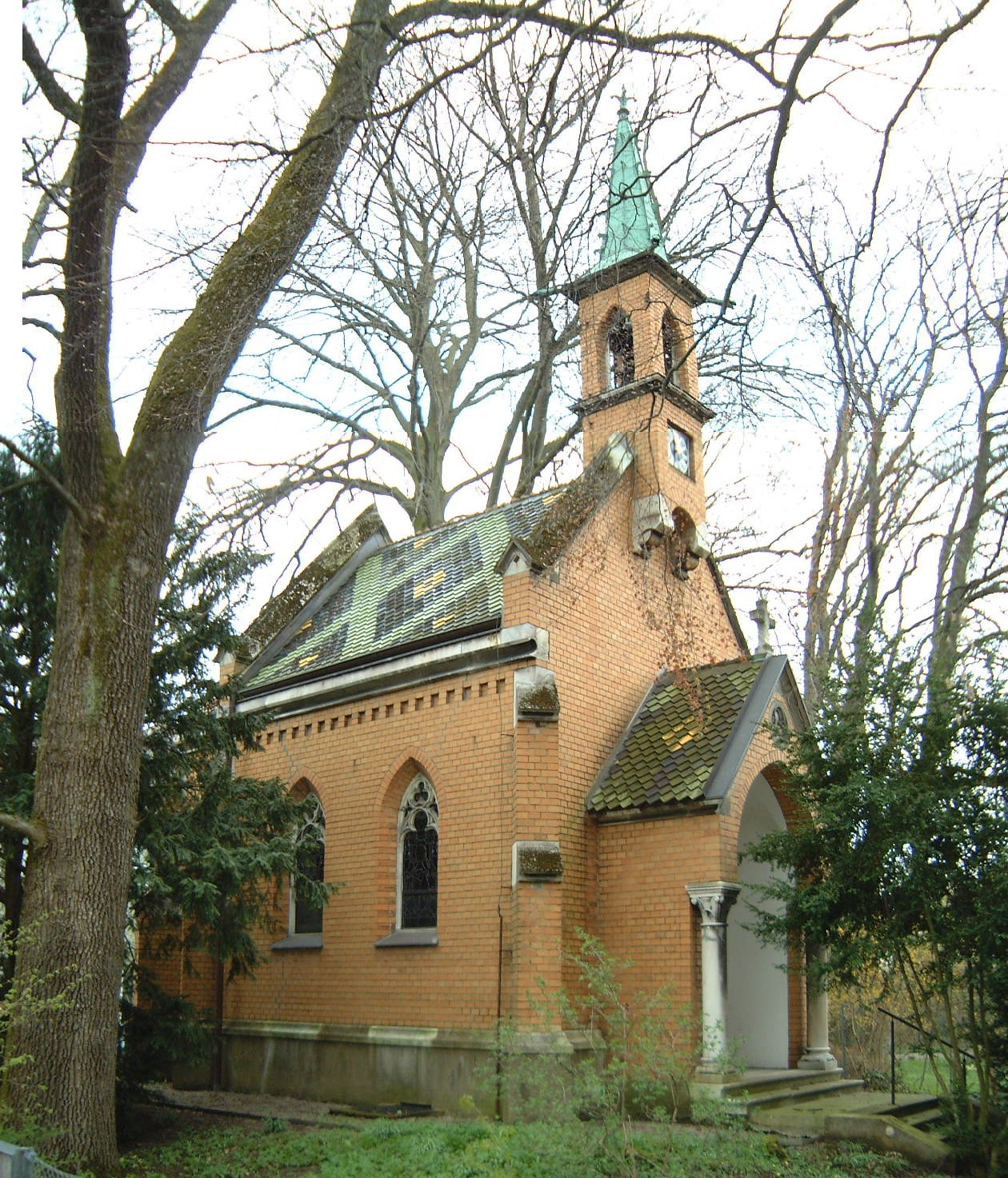
Marienkapelle

Die Marienkapelle in Kempten (Allgäu) in der Nähe der Villa Huber ist eine denkmalgeschützte Hauskapelle aus Backstein. Sie wurde 1898/99 nach den Plänen des Baumeisters Hugo von Höfl errichtet. Sie hat einen leicht eingezogenen polygonalen Chorabschluss und einen Fassadenturm.

## Altar
In der Kapelle steht der sogenannte Maggmannshofer Altar. Er wurde 1880 aus der Gegend von Maggmannshofen bei Gschnaidt nach Kempten gebracht und stammt womöglich ursprünglich aus dem Kloster St. Georg in Isny, oder es handelt sich um einen ehemaligen Seitenaltar der Frauenzeller Pfarrkirche.
In dem 1898 erneuerten Schrein ist ein vielfiguriges Hochrelief von Daniel Mauch aus der Zeit um 1510/15 zu sehen. Es handelt sich um die Darstellung der Krönung Mariä, umgeben von den fünf Chören der Patriarchen (links oben König David, Johannes der Täufer, Moses), Apostel und Märtyrer (rechts oben Petrus, Paulus, Johannes, Stephanus), Bekenner (links unten heiliger Dominikus und Franziskus, Antonius der Einsiedler, Severus, Hieronymus, Augustinus) und Jungfrauen (rechts unten heilige Katharina von Alexandrien, Barbara, Margareta, Agatha und Katharina von Siena).